# Tonkatsu
 (juillet 2020).
Le tonkatsu (豚カツ) est un plat japonais à base de porc pané et frit. Ton signifie « porc », et katsu est l’abréviation de l'anglais cutlet (カツレツ, katsuretsu), provenant du français côtelette. Il est accompagné de sauce Worcestershire (ウスターソース), ainsi que de chou émincé (キャベツの千切り) et du karashi. On le sert souvent avec du riz et de la soupe miso.
Le plat dérive de la côtelette de veau panée française introduite au Japon au XIXe siècle.
Parmi les étudiants japonais, il existe la coutume de manger un tonkatsu avant un examen à cause d'un calembour avec le verbe japonais katsu (勝つ) qui signifie « gagner » ou bien « réussir ».
Lorsqu'il est servi sur un bol de riz avec une petite quantité de sauce à base de sauce de soja à laquelle on mélange des légumes (oignons émincés en principe) et des œufs battus, on parle de katsudon.
Le tonkatsu servi sur l'assiette avec du riz et du curry est appelé katsukarē.

## Ingrédients
- Filet ou entrecôte de porc
- Farine
- Œuf battu
- Panure